# Boii

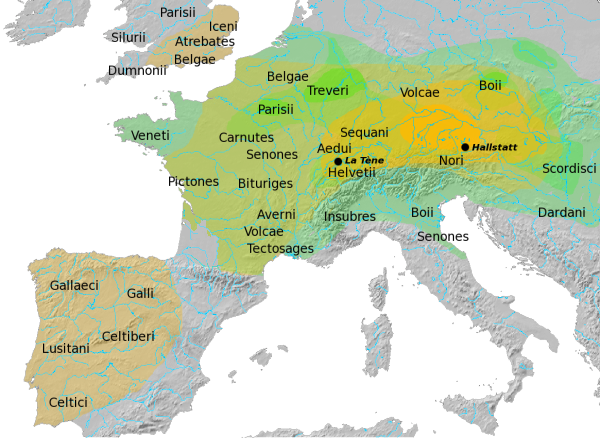
Bản đồ chỉ khu vực sinh sống của người Boii ở Trung Âu và Bắc Ý.

Boii là tên tiếng latinh của một bộ tộc Celt ở Trung Âu. Nguyên thủy sống ở khu vực sông Rhein, Main, Donau, người Boii di cư tới lãnh thổ của Cộng hòa Séc ngày nay, Slovakia, Hungary, Áo, miền nam nước Đức, đến khu vực Balkan và ở miền bắc Ý. Người Boii ở Ý được la mã hóa sau năm 200 trước CN, còn người Boii ở miền Bắc thì bị đồng hóa bởi người Marcomanni khoảng đầu công nguyên.